# The Will to Live
The Will to Live è un album di Ben Harper pubblicato nel 1997.

## Tracce
1. Faded - 4:48 - Harper
2. Homeless Child - 3:51 - Harper
3. Number Three - 1:43 - Harper
4. Roses from My Friends - 6:23 - Harper
5. Jah Work - Harper – 4:54 - Harper
6. I Want to Be Ready - 4:02 - Harper
7. The Will to Live - 4:57 - Harper
8. Ashes - Harper – 3:52 - harper
9. Widow of a Living Man - 4:10 - Harper
10. Glory & Consequence - 5:40 - Harper
11. Mama's Trippin' - 3:45 - Harper, Plunier
12. I Shall Not Walk Alone - 5:13 - Harper